# Pieczęć stanowa New Jersey

Pieczęć stanowa New Jersey

Trzy pługi w herbie symbolizują fakt, że New Jersey był trzecim stanem przyjętym do Unii. Tarczę herbu podtrzymują personifikacja wolności (z czapką frygijską) i Ceres (bogini rolnictwa) z rogiem obfitości. Klejnotem jest głowa konia, symbol krzepkości. Na wstędze dewiza stanu: Wolność i dobrobyt i rok 1776 oznacza przystąpienie stanu do Unii. Napis dookoła głosi: Wielka pieczęć stanu New Jersey